# 옴진리교 재가신자 사망사건
옴진리교 재가신자 사망사건은 1988년 9월 22일에 옴진리교에서 발생한 과실치사 사건으로, 교단 관계에서 처음으로 사망자가 발생한 사건이며, 후에 남성신자 살해사건이 일어나는 계기가 되었다. 이 사건을 계기로 옴진리교는 수많은 위법행위에 손을 들이게 되었으나, 일련의 사건 중의 입건은 보류되었다.

## 같이 보기
- 옴진리교 남성신자 살해사건